# Agència dels Estats del Dècan
L'agència dels Estats del Dècan (també Agència dels Estats del Dècan i Residència de Kolhapur) fou una entitat administrativa sota l'agent britànic del governador general de l'Índia Central, formada vers 1933 per la unió de la residència de Kolhapur (el principat de Kolhapur i estats feudataris), Agència de Kolhapur o Agència dels Estats Marathes del Sud, l'agència de Bijapur (Jath i Daphlapur), l'agència de Poona, l'agència de Dharwar (Savanur), i l'agència de Kolaba (Sawantwadi).
En formaren part els següents estats:
- Akalkot
- Aundh
- Bhor (abans de l'agència de Satara -després de Bijapur- i de l'agència de Poona)
- Jamkhandi
- Janjira (abans de l'agència de Kolaba)
- Jath (abans de Satara reanomenada de Bijapur)
  - Daphlapur
- Kapshi
- Kolhapur
  - Vishalgarh o Vishalgad
  - Bavra
  - Kagal Júnior
  - Kagal Sènior
  - Ichalkaranji
  - Kapsi
  - Torgal
  - Himat o Himmat Bahadur
  - Sarlashkar o Sar Lashkar o Sir Lashkar
- Kurundwad Júnior
- Kurundwad Sènior
- Latur (taluka feudataria)
- Miraj Júnior
- Miraj Sènior
- Mudhol
- Phaltan
- Ramdurg
- Sangli
- Savanur
- Sawantwadi
- Wadi (probablement referit a l'estat de Sawantwadi, capital Wadi o Vadi)